# Distrikt Wissembourg
Der Distrikt Wissembourg (französisch district de Wissembourg) war eine Verwaltungseinheit der Ersten Französischen Republik. Hauptort war Wissembourg.
Der Distrikt war Teil des Départements Bas-Rhin. Der Distrikt Wissembourg umfasste fünf Kantone:
- Kanton Ingwiller
- Kanton Lauterbourg
- Kanton Niederbronn-les-Bains
- Kanton Soultz-sous-Forêts
- Kanton Wissembourg

Die Verfassung vom 5. Fructidor des Jahres III (22. April 1795) sah keine Distrikte als Verwaltungseinheit eines Départements mehr vor, sondern nur noch Kantone und Gemeinden. Das Gesetz vom 28. Pluviôse des Jahres VIII (17. Februar 1800) schuf Arrondissements als neue Verwaltungsebene. Der frühere Distrikt Wissembourg wurde als Arrondissement Wissembourg neu errichtet.

## Belege
1. ↑  Constitution du 5 Fructidor An III. Conseil constitutionnel, abgerufen am 1. Mai 2021 (französisch).
2. ↑  Loi du 28e pluviôse an VIII concernant la division du territoire français et l'administration. (PDF, 24 kB) Université de Picardie, abgerufen am 1. Mai 2021 (französisch).